# Тарасовка (Сакский район)
Тара́совка (до 1945 года Таки́л; укр. Тарасівка, крымскотат. Taqıl, Такъыл) — исчезнувшее село в Сакском районе Республики Крым (согласно административно-территориальному делению Украины — Автономной Республики Крым), располагавшееся на севере района, в степной части Крыма, примерно в 3 км юго-западнее современного села Виноградово.

### Динамика численности населения
| - 1806 год — 83 чел. - 1864 год — 121 чел. - 1889 год — 290 чел. - 1892 год — 181 чел. | - 1900 год — 198 чел. - 1915 год — 153/49 чел. - 1926 год — 302 чел. |

## История
Первое документальное упоминание села встречается в Камеральном Описании Крыма… 1784 года, судя по которому, в последний период Крымского ханства Такыл входил в Каракуртский кадылык Бахчисарайского каймаканства. После присоединения Крыма к России (8) 19 апреля 1783 года, (8) 19 февраля 1784 года, именным указом Екатерины II сенату, на территории бывшего Крымского Ханства была образована Таврическая область и деревня была приписана к Евпаторийскому уезду. После Павловских реформ, с 1796 по 1802 год, входила в Акмечетский уезд Новороссийской губернии. По новому административному делению, после создания 8 (20) октября 1802 года Таврической губернии, Такил был включён в состав Кудайгульской волости Евпаторийского уезда.
По Ведомости о волостях и селениях, в Евпаторийском уезде с показанием числа дворов и душ… от 19 апреля 1806 года в деревне Такил числилось 8 дворов, 80 крымских татар и 3 ясыров. На военно-топографической карте генерал-майора Мухина 1817 года деревня Такил обозначена с 12 дворами. После реформы волостного деления 1829 года Такил, согласно «Ведомости о казённых волостях Таврической губернии 1829 года», остался в составе Кудайгульской волости. На карте 1836 года в деревне 17 дворов. Затем, видимо, вследствие эмиграции крымских татар в Турцию, деревня заметно опустела, и на карте 1842 года Такыл обозначен условным знаком «малая деревня» (это означает, что в нём насчитывалось менее 5 дворов).
В 1860-х годах, после земской реформы Александра II, деревню приписали к Чотайской волости. В «Списке населённых мест Таврической губернии по сведениям 1864 года», составленном по результатам VIII ревизии 1864 года, Такил — владельческая татарская деревня, с 23 дворами, 121 жителем и мечетью при колодцах. По обследованиям профессора А. Н. Козловского 1867 года, вода в роловине колодцев деревни была горькая и солёная, а их глубина достигала 30—40 саженей (64—85 м). На трёхверстовой карте Шуберта 1865—1876 года обозначена большая деревня Такыл без указания числа дворов. В «Памятной книге Таврической губернии 1889 года», включившей результаты Х ревизии 1887 года, в деревне Такил числилось 54 двора и 209 жителей. Согласно «…Памятной книжке Таврической губернии на 1892 год», в деревне Такил, входившей в Иолчакский участок, было 198 жителей в 28 домохозяйствах.
Земская реформа 1890-х годов в Евпаторийском уезде прошла после 1892 года; в результате её Такил приписали к Кокейской волости. По «…Памятной книжке Таврической губернии на 1900 год», в деревне числился 181 житель в 60 дворах. По Статистическому справочнику Таврической губернии. Ч.II-я. Статистический очерк, выпуск пятый Евпаторийский уезд, 1915 год, в деревне Такил Кокейской волости Евпаторийского уезда числилось 45 дворов (15 дворов с землёй, 30 — безземельные) с татарским населением в количестве 153 человека приписных жителей и 49 — «посторонних», из которых 99 мужчин и 103 женщины. Жители владели 1264 десятинами удобной земли. В хозяйствах имелось 157 лошадей, 18 волов, 32 коровы и 1500 голов мелкого скота.
После установления в Крыму Советской власти, по постановлению Крымревкома от 8 января 1921 года № 206 «Об изменении административных границ» была упразднена волостная система и село вошло в состав Евпаторийского района Евпаторийского уезда, а в 1922 году уезды получили название округов. 11 октября 1923 года, согласно постановлению ВЦИК, в административное деление Крымской АССР были внесены изменения, в результате которых округа были отменены и произошло укрупнение районов — территорию округа включили в Евпаторийский район. Согласно Списку населённых пунктов Крымской АССР по Всесоюзной переписи 17 декабря 1926 года, в селе Такил, Кокейского сельсовета Евпаторийского района, числилось 64 двора, из них 57 крестьянских, население составляло 302 человека, все татары, действовала татарская школа. После создания 15 сентября 1931 года Фрайдорфского еврейского национального района (лишённого статуса национального постановлением Оргбюро ЦК КПСС от 20 февраля 1939 года) Такил включили в его состав; видимо, тогда же был образован Такильский сельсовет, так как на 1940 год он уже существовал.
В 1944 году, после освобождения Крыма от фашистов, согласно Постановлению ГКО № 5859 от 11 мая 1944 года, 18 мая крымские татары были депортированы в Среднюю Азию. Указом Президиума Верховного Совета РСФСР от 21 августа 1945 года Такил был переименован в Тарасовку, а Такильский сельсовет — в Тарасовский. С 25 июня 1946 года — в составе Крымской области РСФСР. 25 июля 1953 года Новосёловский район был упразднён, и село включили в состав Сакского района. Видимо, село было упразднено до 1954 года, поскольку в списках ликвидированных после этой даты отсутствует.